# Formazione degli Iron Maiden
Questa che segue è la lista di tutti i componenti della band heavy metal Iron Maiden, dagli esordi fino a oggi.

## Membri attuali
- Bruce Dickinson – voce (1981–1993, 1999–presente)
- Dave Murray – chitarra ritmica e solista (1976–1977, 1978–presente)
- Adrian Smith – chitarra ritmica e solista, cori (1980–1990, 1999–presente)
- Janick Gers – chitarra ritmica e solista (1990–presente)
- Steve Harris – basso, cori (1975–presente); tastiera[1] (1998–presente)
- Simon Dawson – batteria (2024-presente)

## Ex-componenti

### Voce
- Paul Day – voce (1975–1976)
- Dennis Wilcock – voce (1976–1978)
- Paul Di'Anno – voce (1978–1981)
- Blaze Bayley – voce (1993–1999)

### Chitarra
- Terry Rance – chitarra (1975–1976)
- Dave Sullivan – chitarra (1975–1976)
- Bob Sawyer – chitarra (1976)
- Terry Wapram – chitarra (1977-1978)
- Paul Cairns – chitarra (1979)
- Paul Todd – chitarra (1979)
- Tony Parsons – chitarra (1979)
- Dennis Stratton – chitarra, cori (1979–1980)

### Batteria
- Ron Matthews – batteria (1975–1977)
- Barry Graham – batteria (1977)
- Doug Sampson – batteria (1977–1979)
- Clive Burr – batteria (1979–1982)
- Nicko McBrain – batteria (1982-2024)

### Tastiera
- Tony Moore – tastiera (1977)
- Michael Kenney – tastiera (1986–2022)